# Bruno Bischofberger
Pour les articles homonymes, voir Bischofberger.
Bruno Bischofberger, né le 1er janvier 1940 à Zurich en Suisse, est un galeriste et collectionneur suisse.

## Biographie
Bruno Bischofberger étudie l’histoire de l’art, l’archéologie et l’ethnologie à l'université de Zurich avant de poursuivre sa formation à Bonn et à Munich,. Bruno Bischofberger a trois filles et un fils. Il vit avec son épouse Christina, aussi appelée Yoyo, dans une maison conçue par Ettore Sottsass près de Zurich, au-dessus du lac de Zurich.

## Galerie Bischofberger

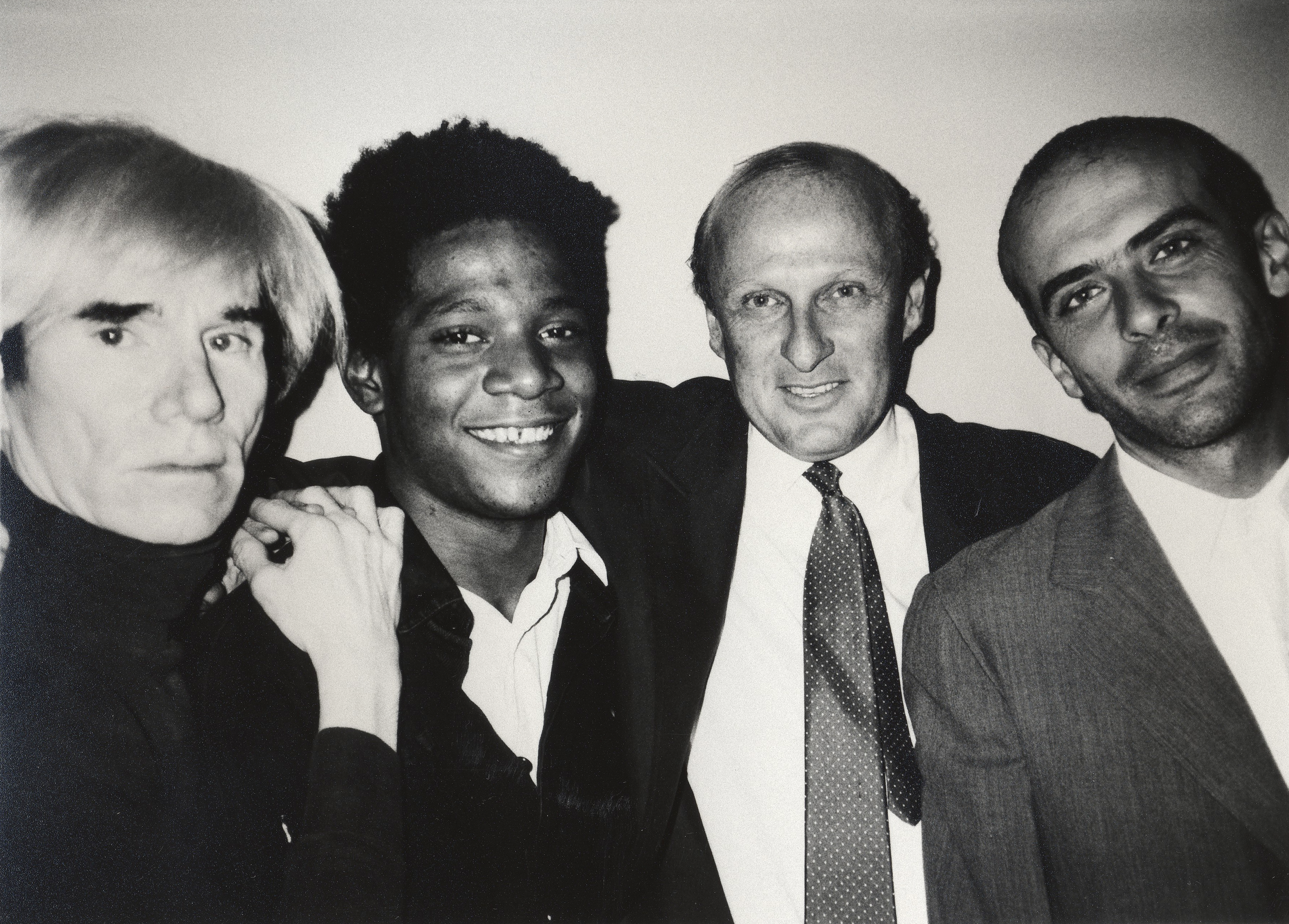
Andy Warhol, Jean-Michel Basquiat, Bruno Bischofberger et Fransesco Clemente, New York, 1984

Bruno Bischofberger ouvre sa première galerie en 1963 à la Pelikanstrasse de Zurich, sous le nom de « City-Galerie »,. En 1965, il organise sa première exposition de Pop Art dans sa galerie, réunissant des œuvres d’artistes tels Roy Lichtenstein, Robert Rauschenberg, Andy Warhol, Tom Wesselmann, Claes Oldenburg et Jasper Johns,. Dans les années 1970, il présente des installations d’art minimal, conceptuel et de Land Art avec des œuvres de Sol LeWitt, Donald Judd, Dan Flavin, Bruce Nauman, Joseph Kosuth, On Kawara, ainsi que celles d’artistes du Nouveau réalisme à Paris, comme Yves Klein, Daniel Spoerri et Jean Tinguely. Entre 1982 et 2005, son épouse Christina publie le catalogue raisonné en trois volumes de Jean Tinguely. Dans les années 1980, Bruno Bischofberger intègre à son programme des artistes clés des mouvements néo-expressionniste comme Miquel Barceló, Jean-Michel Basquiat, Mike Bidlo, George Condo, Francesco Clemente, Enzo Cucchi, Dokoupil, Peter Halley, David Salle et Julian Schnabel.
En 2009 et 2010, la Bielefelder Kunsthalle a présenté deux expositions intitulées « The 80s Revisited – From the Bischofberger Collection I & II ». Le mouvement berlinois des « Nouveaux Fauves » avec Rainer Fetting ou Salomé et la Mülheimer Freiheit autour de Walter Dahn et Dokoupil y étaient également représentés. Bruno Bischofberger a entretenu d’étroites relations personnelles avec un grand nombre de ces artistes, dont certaines perdurent.
En 2013, Bruno Bischofberger déménage sa galerie de Zurich à Männedorf où sa fille Nina Bischofberger et son conjoint, Florian Baier, ont conçu depuis 2005 un espace de plusieurs bâtiments sur le site d’une ancienne usine,. On y trouve des galeries, des espaces d’exposition et de stockage d’œuvres d’art ainsi que des objets provenant des diverses collections. Depuis le milieu des années 1980, Bruno Bischofberger annonce ses expositions au dos des magazines Artforum et Kunstbulletin. Au lieu de publier les photos des œuvres présentées, il préfère montrer des scènes de la vie populaire suisse. En 2018, l’artiste Peter Fischli et Hilar Stadler, conservateur du Musée Bellpark de Kriens ont organisé une exposition spécialement dédiée à ces dos de couvertures,.

## Warhol et Basquiat
Bruno Bischofberger est notamment connu pour les étroites relations entretenues avec Andy Warhol et Jean-Michel Basquiat. Il rencontre Andy Warhol pour la première fois en 1966 à New York. Lors d’une deuxième rencontre en 1968, Warhol lui montre quelques-unes de ses premières œuvres inconnues du public et lui permet d’en choisir onze qui s’avèreront primordiales. Parmi elles, des peintures représentant Batman, Superman, une bouteille de Coca-Cola ou encore des catastrophes (Disasters) en grand format, parfois sur deux panneaux, ainsi que des portraits exécutés entre 1961 et 1963. Warhol garantit alors à Bischofberger un droit de prévente sur toutes ses œuvres à venir. Ce droit perdure jusqu’à la mort de l’artiste en 1987. À partir de ce moment, Bruno Bischofberger se rend plusieurs fois par an à New York.
En 1969, Bischofberger fonde le magazine Interview avec Andy Warhol.
En 1970, Andy Warhol fait un portrait de Bischofberger. Ce dernier incite alors l’artiste à réaliser des portraits sur commande avec des dimensions standardisées et à prix fixes pour des clients de sa galerie. Pendant des années, ces œuvres représenteront la source de revenus la plus importante pour Andy Warhol.
C’est en 1981 que Bruno Bischofberger découvre pour la première fois l’œuvre de Jean-Michel Basquiat. Un an plus tard, il devient le galeriste principal de l’artiste qu’il représente dans le monde entier jusqu’à sa mort en 1988. Bruno Bischofberger est également l’homme qui fait les présentations entre Warhol et Basquiat et qui est à l’origine de leur collaboration avec Francesco Clemente. Les artistes poursuivirent ensuite leurs travaux communs de manière autonome. Durant cette période, Basquiat réussit à persuader Warhol de repeindre à la main après vingt-trois ans de travail exclusivement dédié à la sérigraphie. Au cours d’une visite en Suisse, Jean-Michel Basquiat réalise une série d’œuvres inspirées par Cora, la fille de Bruno Bischofberger, alors âgée de trois ans. C’est à ce moment qu’est née l’idée de collaborations entre artistes.
Dans le film Basquiat (1996) de Julian Schnabel sur Basquiat tourné en 1996, Bruno Bischofberger est interprété par Dennis Hopper.

## Collections
Bruno Bischofberger et son épouse Christina collectionnent en privé des œuvres de design, de photographie, d’art populaire ou encore des objets de l’ère préhistorique. Leur vaste collection de design international du XXe siècle recense des meubles, des réalisations en métal, des bijoux, des textiles, des affiches, mais aussi et surtout des objets en verre et en céramique exécutés par les représentants les plus éminents des principaux courants artistiques. La collection de verre contient notamment des œuvres en provenance de France, d’Italie, de Finlande, de Suède mais aussi du monde entier. Une autre collection consacrée à l’art populaire, principalement celui des régions alpines comme la Suisse, l’Allemagne et l’Autriche comprend des meubles, des tableaux, des objets d’art populaire religieux ou encore des objets du quotidien utilisés par les populations rurales entre le XVe siècle et le XIXe siècle. La collection d’art préhistorique contient des haches, des récipients, des sculptures ainsi que divers objets de cultures ancestrales en provenance du monde entier. La collection de photographie comprend quant à elle des œuvres des origines de la photo dans les années 1850 jusqu’à nos jours : villes et paysages des années 1850 et 1860, photos d’Albert Steiner, photos de mode et de publicité, images de grands photographes du  XXe siècle ainsi qu’une grande partie des photographies réalisées par Andy Warhol. En 2008, l’exposition « Prehistory to the future – Highlights from the Bischofberger Collection » à la Pinacoteca Giovanni e Marella Agnelli regroupait diverses parties des collections Bischofberger.

## Publications
- Andy Warhol's Visual Memory, in: - Bruno Bischofberger, Andy Warhol's Visual Memory, Edition Galerie Bruno Bischofberger, Zürich, 2001, S. 9ff.; (In Deutsch) Carl Haenlein (Hg.), Andy Warhol Fotografien 1976–1987, Kestnergesellschaft, Hannover, 2001, S. 13ff.
- A Brief History of My Relationship with Andy Warhol, in: (Erweiterte Version als Vorwort) Bruno Bischofberger, Andy Warhol's Visual Memory, Edition, Galerie Bruno Bischofberger, Zürich, 2001, S. 6–7; Magnus Bischofberger, Prehistory to the Future, Highlights from the Bischofberger Collection, Electa, Mailand, 2008, S. 258–259
- Collaborations: Reflections on the Experiences with Basquiat, Clemente and Warhol, in: (Editierte Version) Magnus Bischofberger, Prehistory to the Future, Highlights from the Bischofberger Collection, Electa, Milan, 2008, S. 262ff.; (Uneditierte Version) Tilman Osterwold (Hg.), Collaborations: Warhol, Basquiat Clemente, Cantz, Ostfildern-Ruit, 1996, S. 39ff.